# Ayuntamiento de Zamora
El Ayuntamiento de Zamora es el organismo encargado del gobierno y la administración del municipio de Zamora, España. Se compone del alcalde y los concejales que son elegidos cada cuatro años por sufragio universal. Es el órgano de máxima representación política de los ciudadanos en el gobierno municipal. La sede del Ayuntamiento está en el número 1 de la plaza Mayor. El edificio del Ayuntamiento Viejo cesa sus funciones el 18 de julio de 1950 como casa consistorial para ser ubicado en el Ayuntamiento Nuevo (ubicado justo enfrente).

## Alcaldes
| Periodo   | Nombre                                                            | Partido                                  |
| --------- | ----------------------------------------------------------------- | ---------------------------------------- |
| 1979-1983 | Victoriano Martín Fiz (1979-1982) Valentín López Tola (1982-1983) | Unión de Centro Democrático (UCD)        |
| 1983-1987 | Andrés Luis Calvo                                                 | Partido Socialista Obrero Español (PSOE) |
| 1987-1991 | Antolín Martín Martín                                             | Partido Popular (PP)                     |
| 1991-1995 | Andrés Luis Calvo                                                 | Partido Socialista Obrero Español (PSOE) |
| 1995-1999 | Antonio Vázquez Jiménez                                           | Partido Popular (PP)                     |
| 1999-2003 | Antonio Vázquez Jiménez                                           | Partido Popular (PP)                     |
| 2003-2007 | Antonio Vázquez Jiménez                                           | Partido Popular (PP)                     |
| 2007-2011 | Rosa Valdeón Santiago                                             | Partido Popular (PP)                     |
| 2011-2015 | Rosa Valdeón Santiago                                             | Partido Popular (PP)                     |
| 2015-2019 | Francisco Guarido Viñuela                                         | Izquierda Unida (IU)                     |
| 2019-2023 | Francisco Guarido Viñuela                                         | Izquierda Unida (IU)                     |
| 2023-act. | Francisco Guarido Viñuela                                         | Izquierda Unida (IU)                     |

## Órganos de Gobierno
Hay dos tipos de Órganos de Gobierno, los necesarios y los complementarios. Los primeros son el alcalde, los tenientes de alcalde, el pleno y la Junta de Gobierno Local. El pleno municipal es el órgano de máxima representación política de la ciudadanía en el gobierno municipal, apareciendo configurado como órgano de debate y de adopción de las grandes decisiones estratégicas a través de la aprobación de los reglamentos de naturaleza orgánica y otras normas generales, de los presupuestos municipales, de los planes de ordenación urbanística, de las formas de gestión de los servicios y también de control y fiscalización de los órganos de gobierno. El Pleno se compone de 25 ediles donde el alcalde es quien lo preside, aunque puede delegar esta presidencia.
Los Órganos Municipales complementarios son los concejales delegados y las Comisiones Informativas, de las que actualmente hay constituidas de Medio Ambiente y Urbanismo; Obras y Patrimonio; Protección Ciudadana y Recursos Humanos; Bienestar Social y Salud Pública; Juventud, Cultura, Educación y Barrios; Turismo; Igualdad, Recursos Humanos, Atención al Ciudadano y Consumo; Deportes; Comercio y una Comisión Especial de Cuentas.

## Resultados electorales
| Partido político                         | 2019  | 2019       | 2015  | 2015       | 2011  | 2011       | 2007  | 2007       | 2003  | 2003       | 1999  | 1999       |
| Partido político                         | %     | Concejales | %     | Concejales | %     | Concejales | %     | Concejales | %     | Concejales | %     | Concejales |
| Partido Popular (PP)                     | 20,53 | 6          | 32,38 | 10         | 46,93 | 14         | 43,82 | 12         | 45,00 | 13         | 50,12 | 15         |
| Partido Socialista Obrero Español (PSOE) | 11,69 | 3          | 16,97 | 5          | 23,10 | 6          | 31,52 | 8          | 29,16 | 8          | 30,03 | 8          |
| Izquierda Unida (IU)                     | 48,05 | 14         | 29,1  | 8          | 16,14 | 4          | 13,38 | 3          | 10,33 | 2          | 5,18  | 1          |
| Ciudadanos (CS)                          | 8,20  | 2          | 8,6   | 2          | 0     | 0          | 0     | 0          | 0     | 0          | 0     | 0          |
| Vox                                      | 4,43  | 0          | —     | —          | —     | —          | —     | —          | —     | —          | —     | —          |
| Por Zamora                               | 3,38  | 0          | —     | —          | —     | —          | —     | —          | —     | —          | —     | —          |
| Ahora Decide                             | 1,66  | 0          | 1,84  | 0          | —     | —          | —     | —          | —     | —          | —     | —          |
| Podemos                                  | 0,91  | 0          | —     | —          | —     | —          | —     | —          | —     | —          | —     | —          |
| ADEIZA-UPZ                               | —     | —          | 3,81  | 0          | 6,09  | 1          | 7,5   | 2          | 7,66  | 2          | 2,66  | 0          |

## Concejalías
Las áreas y concejalías en las que se estructura el Ayuntamiento de Zamora son las siguientes (2019): 
1. Hacienda, economía y comunicación
  1. Informática, prensa y contratación. D. Miguel Ángel Viñas García. 1.er Teniente de Alcalde y Coordinador de Área
  2. Recaudación, hacienda, rentas, intervención y tesorería. D. Diego Bernardo Rosas
2. Recursos humanos, igualdad y cooperación
  1. Personal, secretaría y registro: D.ª Laura Rivera Carnicero. 2.ª Teniente de Alcalde y Coordinadora de Área
  2. Mujer, igualdad y cooperación: D.ª María del Carmen Álvarez Modroño
  3. Participación ciudadana, barrios, padrón y patrimonio: D. Pablo Novo Espiñeira
3. Hábitat sostenible, gestión urbanística e infraestructuras
  1. Hábitat sostenible, gestión urbanística, infraestructuras y movilidad: D. Romualdo Fernández Gómez. 3.er Teniente de Alcalde y Coordinador de Área
  2. Salud Pública, cementerio y consumo: D.ª María del Carmen Turiel Gago
4. Servicios culturales y fundaciones
  1. Cultura, Educación, Fundaciones, Teatro, Bibliotecas y Archivo: D.ª María Eugenia Cabezas Carreras. 4.ª Teniente de Alcalde y Coordinadora de Área
  2. Deportes: D. Manuel Alesánder Alonso Escribano
  3. Fiestas populares y juventud:D. Sergio López García
5. Promoción de la economía
  1. Turismo, comercio y Oficina Municipal de Desarrollo: D. Christoph Karl Albert Kaspar Strieder
6. Protección al ciudadano
  1. Policía, bomberos, protección civil y asesoría jurídica: D.ª Concepción Rosales de Miguel
  2. Servicios sociales: D.ª María Inmaculada Lucas Baraja

## Datos económicos
El presupuesto previsto para el año 2020 es de 59 millones de euros de los que 22 millones se destinan a gastos de personal. El volumen del presupuesto es un 1,89 % mayor que el de 2018, que es el que se encontraba en vigor al haberse prorrogado. En cuanto al endeudamiento de la institución municipal éste es 0. El presupuesto de inversiones para este año es de 3 500 000 euros.
Este presupuesto cumple la Ley de Estabilidad Presupuestaria y Estabilidad Financiera.

### Evolución de la deuda viva municipal
El concepto de deuda viva contempla sólo las deudas con cajas y bancos relativas a créditos financieros, valores de renta fija y préstamos o créditos transferidos a terceros, excluyéndose, por tanto, la deuda comercial.
| Gráfica de evolución de la deuda viva del Ayuntamiento entre 2008 y 2023                         |
|                                                                                                  |
| Deuda viva del Ayuntamiento de Zamora, en miles de euros, según datos del Ministerio de Hacienda |